# Frank Sinatra Sings for Only the Lonely
Frank Sinatra Sings for Only the Lonely es el decimoquinto álbum de estudio por el cantante estadounidense Frank Sinatra. Fue publicado a principios de septiembre de 1958 por Capitol Records.
El álbum consiste en una colección de canciones antorcha, siguiendo una fórmula similar a los álbumes anteriores de Sinatra In the Wee Small Hours (1955) y Where Are You? (1957).
Según el libro de John Rockwell, Sinatra: An American Classic, cuando se le preguntó en una fiesta a mediados de la década de 1970 si tenía un álbum favorito entre sus grabaciones, Sinatra eligió Only the Lonely sin dudarlo.

## Antecedentes
Sinatra había planeado grabar el disco con el arreglista Gordon Jenkins, con quien había trabajado en Where Are You?. Como Jenkins no estaba disponible en ese momento, Sinatra eligió trabajar con su colaborador frecuente, Nelson Riddle. Las tres pistas dirigidas por Riddle en la supuesta primera sesión (5 de mayo de 1958) no se usaron, y la siguiente sesión del 29 de mayo fue dirigida por Felix Slatkin, sin acreditar, después de que Riddle realizó una gira preestablecida con Nat King Cole.
En el momento de la grabación, el divorcio de Sinatra y Ava Gardner había finalizado, y Nelson Riddle (quien escribió los arreglos del álbum) había sufrido recientemente la muerte de su madre y su hija. De estos eventos, Riddle comentó: “Si puedo adjuntar eventos como ese a la música... tal vez Only the Lonely fue el resultado”.

## Diseño de portada
La portada del álbum fue pintada por Nicholas Volpe, quien ganó un premio Grammy por la pintura. La pintura presenta a Sinatra como un payaso hosco, parecido a Pagliacci. Esbozado en la contraportada del álbum se encuentra uno de los motivos visuales recurrentes de Sinatra: una farola.

## Galardones
Sinatra fue nominado a cinco premios Grammy en la 1.ª edición de los Premios Grammy. Frank Sinatra Sings for Only the Lonely y el otro álbum de Sinatra publicado en 1958, Come Fly with Me, fueron nominados al álbum del año, y Frank Sinatra Sings for Only the Lonely ganó el premio Grammy al mejor diseño de embalaje.

## Lista de canciones
Lado uno
1. «Only the Lonely» – 4:09
2. «Angel Eyes» – 3:45
3. «What's New?» – 5:12
4. «It's a Lonesome Old Town» – 4:17
5. «Willow Weep for Me» – 4:49
6. «Goodbye» – 5:44

Lado dos
1. «Blues in the Night» – 4:45
2. «Guess I'll Hang My Tears Out to Dry» – 4:02
3. «Ebb Tide» – 3:16
4. «Spring Is Here» – 3:47
5. «Gone with the Wind» – 5:14
6. «One for My Baby (and One More for the Road)» – 4:26

## Créditos
Créditos adaptados desde las notas de álbum.
Músicos
- Frank Sinatra – voz principal
- Nelson Riddle – arreglista, conductor
- Dave Cavanaugh – productor
- Felix Slatkin – conductor
- Pete Condoli – trompeta
- Milt Berhardt – trombón
- Vince deRosa – corno francés
- Gus Bivona – instrumentos de madera
- Harry Klee – instrumentos de madera
- Bill Miller – piano
- Al Viola – guitarra
- Joe Comfort – guitarra bajo

## Posicionamiento

### Gráficas semanales
| Gráfica (1998)                            | Pico de posición |
| ----------------------------------------- | ---------------- |
| Estados Unidos (Billboard Catalog Albums) | 21               |

| Gráfica (2018)                             | Pico de posición |
| ------------------------------------------ | ---------------- |
| Estados Unidos (Billboard Top Album Sales) | 84               |

## Certificaciones y ventas
| País                  | Certificación | Ventas  |
| --------------------- | ------------- | ------- |
| Estados Unidos (RIAA) | Oro           | 500,000 |